# Quadricorrent
En relativitat especial i relativitat general, el quadricorrent és la invariància de Lorentz, un quadrivector, que reemplaça la densitat de corrent en l'electromagnetisme, o de fet, qualsevol densitat de corrent convencional.
{\displaystyle J^{a}=\left(c\rho ,\mathbf {j} \right)}
on
c és la velocitat de la llum
ρ és la densitat de càrrega
j és la densitat de corrent convencional
a indica les dimensions de l'espaitemps.
En relativitat especial, la situació de la conservació de la càrrega elèctrica (també anomenada equació de continuïtat) és tal que la divergència de la invariància de Lorentz respecte de J és zero:
{\displaystyle D\cdot J=\partial _{a}J^{a}={\frac {\partial \rho }{\partial t}}+\nabla \cdot \mathbf {j} =0}
on D és un operador anomenat quadrigradient i donat per (1/c ∂/∂t, ∇). En utilitzar el conveni de sumació d'Einstein, les dimensions de l'espaitemps són sumades implícitament
{\displaystyle \partial _{a}J^{a}=\sum _{i=0}^{3}\partial _{a}J^{a}}
De vegades la relació anterior s'escriu com
{\displaystyle J^{a}{}_{,a}=0\,}
En relativitat general, l'equació de continuïtat s'escriu com:
{\displaystyle J^{a}{}_{;a}=0\,}
on el punt i coma representa una derivada covariant.